# Belsentes
Belsentes is een gemeente in het Franse departement Ardèche (regio Auvergne-Rhône-Alpes). De plaats maakt deel uit van het arrondissement Tournon-sur-Rhône. Belsentes is op 1 januari 2019 ontstaan door de fusie van de gemeenten Nonières en Saint-Julien-Labrousse.  

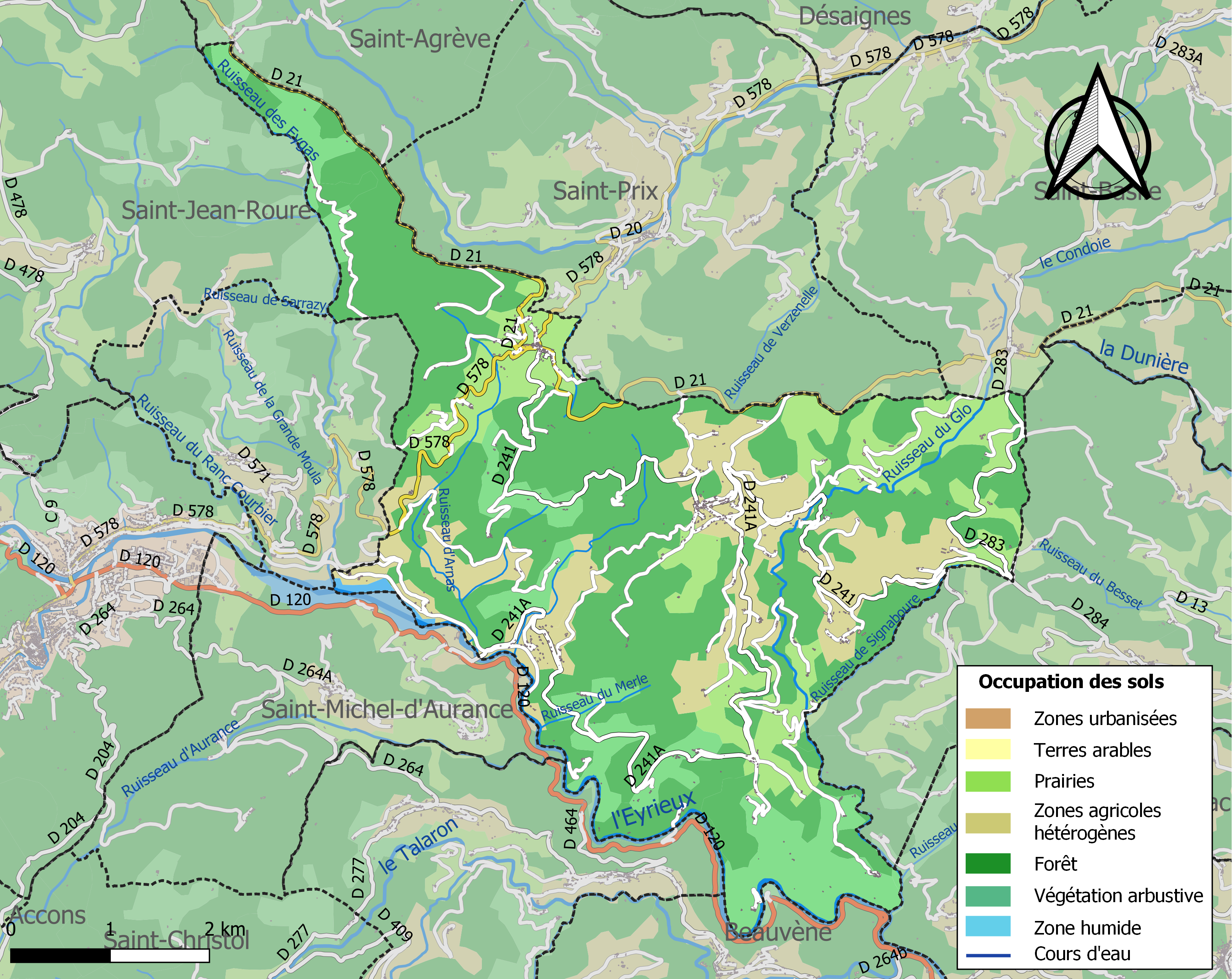
Kaart van de gemeente met belangrijkste infrastructuur, bodemgebruik en omliggende gemeenten

1. ↑  Populations de référence 2022.